# Jastrzębiec alpejski

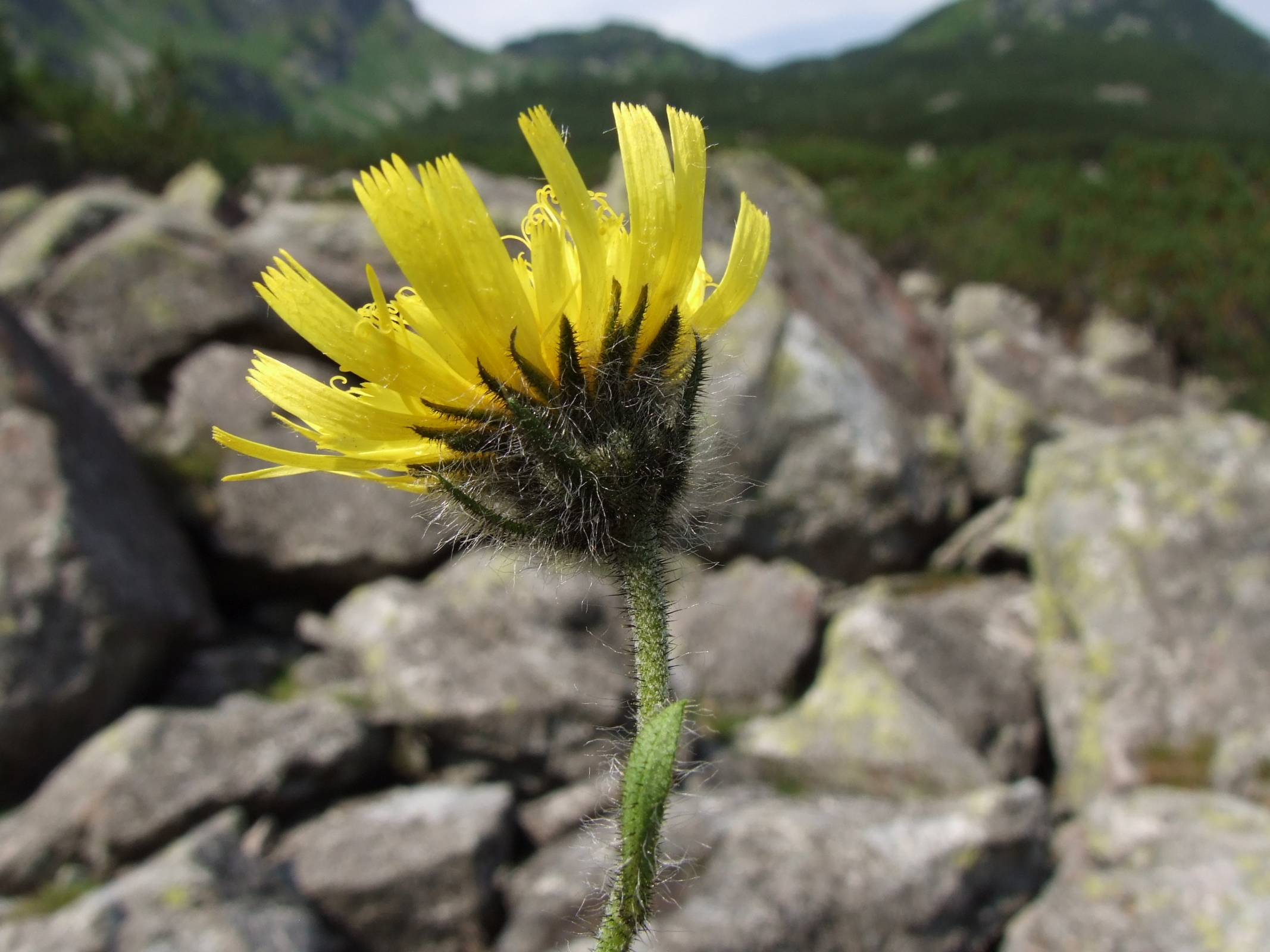
Kwiatostan

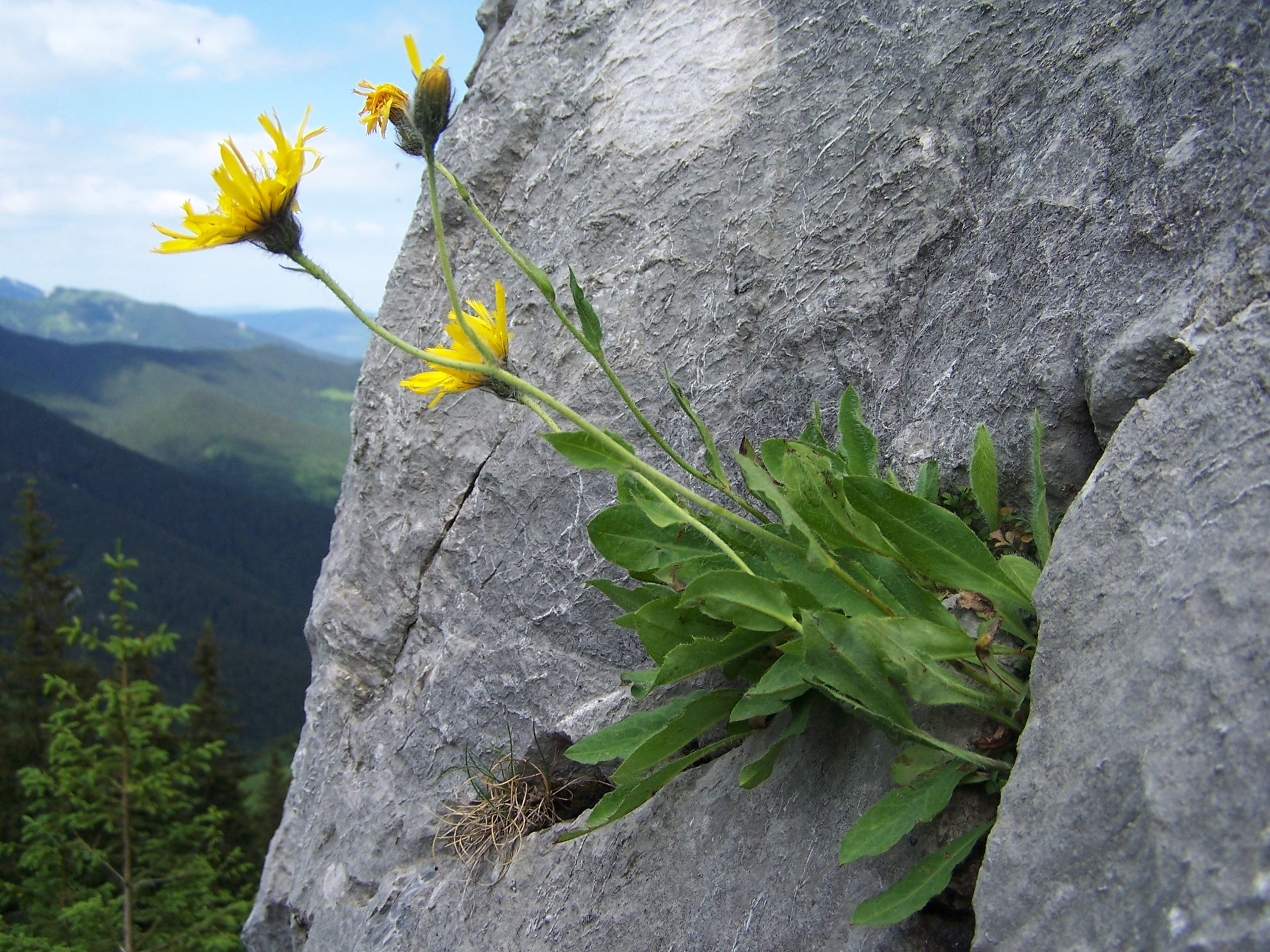

Jastrzębiec alpejski (Hieracium alpinum L.) – gatunek rośliny należący do rodziny astrowatych. Występuje na Grenlandii, na Syberii i w Europie. W Polsce jest dość pospolity w Sudetach, w Tatrach, na Babiej Górze i w Pieninach.

## Morfologia
ŁodygaWniesiona, pojedyncza (tylko bardzo rzadko zdarza się, że rozwidla się nisko nad ziemią). Ma wysokość 5–25 cm i cała jest owłosiona trzema rodzajami włosków; prostymi, białego koloru ale o czarnych nasadach, gwiazdkowatymi oraz gruczołowymi (niezbędna lupa).
LiścieGłównie liście odziomkowe o lancetowatołopatkowatym kształcie, końcach tępych lub zaostrzonych, całobrzegie lub niewyraźnie ząbkowane. Brzegi liści i spodnia strona blaszki są pokryte licznymi i drobnymi gruczołkami. Całe liście są owłosione, szczególnie obficie po brzegach i na spodniej stronie. Na spodniej stronie oprócz włosków prostych występuje pewna ilość włosków gwiazdkowatych. Na łodydze zwykle 2-4 liście tuż przy ziemi, poza tym łodyga jest bezlistna i tylko pod koszyczkiem 1–3 malutkie listki o lancetowatym kształcie.
KwiatyZebrane w pojedynczy, ciemny koszyczek na szczycie łodygi. Ma on długość 12–20 mm i pokryty jest prostymi, długimi włosami (brak włosów gwiazdkowatych). Listki okrywy koszyczka wyrastają w wielu szeregach dachówkowato zachodzących na siebie. Puch kielichowy składa się z 1–2 szeregów brudnobiałych, sztywnych i kruchych włosków. W koszyczku kilkanaście kwiatów języczkowych o cytrynowożółtej barwie i silnie, krótko orzęsionych ząbkach.
OwocNiełupka z puchem kielichowym, ucięta na szczycie.

## Biologia i ekologia
Bylina. Kwitnie od lipca do sierpnia, roślina owadopylna. Nasiona rozsiewane przez wiatr. Siedlisko: murawy, hale, skały. Oreofit. Wyłącznie na podłożu pozbawionym wapienia (roślina kwasolubna). W Tatrach występuje od regla dolnego aż po piętro turniowe, głównie jednak w piętrze kosówki i piętrze halnym. Gatunek charakterystyczny dla klasy (Cl.) Juncetea trifidi, Ass. Calamogostietum villosae (tatricum), Ass. Oreochloo distichae-Juncetum trifidi.

## Zmienność
Rodzaj jastrzębiec jest bardzo liczny w gatunki, które są morfologicznie bardzo do siebie podobne. Ponadto występuje pomiędzy nimi wiele form przejściowych, które łączą w sobie 2 lub 3, a czasami nawet więcej cech różnych gatunków. Oznaczenie większości gatunków jest bardzo trudne, na ogół niemożliwe na podstawie zdjęcia, wymaga żywych okazów, wraz z dodatkowymi wiadomościami o miejscu ich występowania, lupy, a przede wszystkim bardzo specjalistycznej wiedzy.

## Ciekawostki
Łacińska nazwa jastrzębiec pochodzi prawdopodobnie od słowa hierax = jastrząb. Roślina ta często występuje bowiem na półkach skalnych i turniach, które dostępne były tylko dla tych ptaków (nazwa powstała przed rozwojem alpinizmu). Według ludowych podań sokoli wzrok ptaki te zawdzięczają sokowi mlecznemu tej rośliny.